# Saxifraga rhodopetala
Saxifraga rhodopetala är en stenbräckeväxtart som beskrevs av H. Sm.. Saxifraga rhodopetala ingår i Bräckesläktet som ingår i familjen stenbräckeväxter. Inga underarter finns listade i Catalogue of Life.